# Short S.81
El Short S.81 fue un hidroavión biplano propulsor británico experimental, encargado a Short Brothers por el Almirantazgo británico en 1913 para uso del Real Servicio Aéreo Naval.

## Diseño y desarrollo
El hidroavión, número de serie del fabricante S.81, fue construido en Eastchurch y se le asignó la matrícula militar 126. El S.81 fue entregado en Calshot el 25 de mayo de 1914 y aceptado por la Armada el 2 de junio del mismo año. Tenía alas de tres vanos con alas superiores sobresalientes y estaba propulsado por un motor rotativo Gnome Lambda de 119 kW (160 hp). Fue equipado inicialmente con un cañón semiautomático de disparo rápido Vickers de 1½ libras (37 mm) en julio de 1914. Las pruebas con esta arma mostraron que el retroceso era severo, y se afirmó que disparar el arma induciría a entrar en pérdida. Fue equipado con una serie de armas diferentes para realizar pruebas, probando un cañón Davis de 6 libras (57 mm)  (una de las primeras armas sin retroceso) en 1915. También en 1915 se le instalaron una dinamo y un reflector. Una vez que ya no fue necesario para las pruebas, fue dado de baja en octubre de 1915.

## Operadores
Reino Unido
- Real Servicio Aéreo Naval

## Especificaciones
Referencia datos: The British Fighter since 1912

### Características generales
- Tripulación: Dos
- Envergadura: 20,4 m (67 ft)
- Superficie alar: 50 m² (538,2 ft²)
- Peso vacío: 998 kg (2199,6 lb)
- Peso cargado: 1633 kg (3599,1 lb)
- Planta motriz: 1× motor rotativo de 14 cilindros en dos filas refrigerado por aire Gnome 14 Lambda-Lambda.
  - Potencia: 120 kW (165 HP; 163 CV)
- Hélices: Bipala de paso fijo

### Rendimiento
- Velocidad máxima operativa (Vno): 97 km/h (60 MPH; 52 kt)

### Armamento
- Cañones: 

  - 1x Vickers de 37 mm

## Aeronaves relacionadas

### Desarrollos relacionados
- Short S.80

### Secuencias de designación
- Secuencia S._ (interna de Short, anterior a 1921): ← S.53 - S.62 - S.80 - S.81